# Lise Volst Prisen
Lise Volst Prisen tildeles en forfatterinde på over 50 år til opmuntring og glæde og ikke i nogen speciel anledning. Kaldes også forfatterinden Lise Louise Laura Volsts Legat.

## Modtagere
| År   | Navn           | Beløb      |
| ---- | -------------- | ---------- |
| 1997 | Iben Melbye    | 10.000 kr. |
| 1998 | Lotte Thomsen  | 7.000 kr.  |
| 1999 | Birthe Arnbak  | 5.000 kr.  |
| 2000 | Hjørdis Varmer | 7.000 kr.  |
| 2001 | N/A            | N/A        |
| 2002 | Kirsten Rask   | 35.000 kr. |
| 2003 | Janina Katz    | 40.000 kr. |